# Álvaro López Miera
Le général de corps d'armée Álvaro López Miera est un chef militaire et politique cubain et est ministre des Forces armées révolutionnaires de Cuba (FAR) depuis le 15 avril 2021.
López Miera est un vétéran de la guérilla à Cuba et des guerres en Afrique, en Éthiopie et en Angola, et le général le plus haut gradé des FAR. Au fil des années, il a développé des liens étroits avec la famille de Raúl Castro et Vilma Espín. Considéré comme un militaire compétent sur le plan idéologique, López Miera est un marxiste-léniniste pur et dur avec une vision culturelle étroite.
Le gouvernement américain, sur la base de la loi Magnitski sur les droits de l’homme, a sanctionné le général López Miera dans le cadre de la répression brutale de la manifestation pacifique contre le PC de Cuba qui a débuté le 11 juillet 2021,.

## Carrière militaire
Né à La Havane le 26 décembre 1943, dans une famille de républicains espagnols marxistes exilés qui ont échappé à la guerre civile espagnole. Il s'installe ensuite dans la ville de Santiago de Cuba, où il passe une partie de son enfance et fréquente l'école primaire.
Enfant, il a collaboré avec le mouvement du 26 Juillet, rejoignant les Forces du II Front Est « Frank País » à 14 ans comme combattant pendant la révolution cubaine.
Après la révolution, il sert dans les premières unités d'artillerie. Dans les années 1970, il a servi dans la guerre civile angolaise, participant à des actions combatives à Catofe, Morros del Tongo, Santa Comba, Altohama, Tchipipa, Nova Lisboa, Catata, Caconda, Sá da Bandeira et Cahama. À son retour, il est nommé chef des opérations de la brigade d'artillerie de réserve du haut commandement.
En 1977, il accomplit sa deuxième mission dans le Derg de la République d'Éthiopie pendant la guerre de l'Ogaden. Il a participé aux combats au sud du Harar Cherificale Fedis, au nord de Dire - Dawa, Harewa - Melo, Harewa - Melo, Arabi - Lewinaje, Jijiga - au sud de l'Ogaden. De 1982 à 1984, il étudie à l'Académie d'état-major « Vorochilov » de l'URSS, à la fin de laquelle il commence à travailler comme chef des troupes générales, comme chef de la division d'infanterie et de la brigade blindée,. En 1987, il retourne en République populaire d'Angola pour accomplir sa troisième mission internationaliste, cette fois-ci comme chef des troupes générales, chef de la section des opérations de la mission militaire, chef du groupe cubain à Cuito Cuanavale et chef de la 30e brigade blindée. De retour à Cuba, il a été nommé chef d'état-major adjoint du chef de l'armée de l'Est jusqu'en 1993, date à laquelle il a été promu vice-chef d'état-major général. En 1997, il remplace le général Ulises Rosales del Toro au poste de chef d'état-major. En 2001, il est promu au grade de général de corps d’armée. Le 15 avril 2021, Álvaro López Miera est devenu ministre des FAR, en remplacement de Leopoldo Cintra Frías,.
En juin 2023, le général López Miera s'est rendu en Russie pour discuter de projets militaires communs. Lors de sa visite à Moscou, où le général cubain a été reçu avec les honneurs militaires par son homologue russe, le général Sergueï Choïgu ; qui déclarait que « Cuba était et continue d'être l'allié le plus important de la Russie dans la région ». Le même mois, López Miera s'est rendu au Vietnam et a été reçu à Hanoï par le général Phan Van Giang, ministre vietnamien de la Défense. Le 22 juin, un accord bilatéral a été signé, alors que les deux pays célébraient le 60e anniversaire de la fondation du Comité de solidarité cubaine avec le Sud-Vietnam (septembre 1963), prédécesseur de l'actuelle Association d'amitié Cuba-Vietnam, et le 50e anniversaire de l'Association d'amitié Cuba-Vietnam. première visite du dirigeant cubain Fidel Castro dans la province de Quang Tri (septembre 1973) alors qu'elle était occupée par l'Armée populaire vietnamienne lors de l'offensive de Pâques de la guerre du Vietnam. A la fin des entretiens, le général Phan Van Giang et le général Álvaro López Miera ont signé le plan de coopération pour la période 2023-2025. Le voyage de visite de López Miera s'est terminé par une visite en Biélorussie.

## Autres informations
Il est membre fondateur du Parti communiste de Cuba, délégué du IIe congrès au VIIe congrès, membre du comité central du PCC en 1980 et nommé au Politburo du Parti communiste de Cuba en 1997. Député à l'Assemblée nationale du pouvoir populaire. Le 15 avril 2021, il est promu au poste de Ministre des FAR. Il a été décoré à Moscou par l'Union russe des anciens combattants d'Angola.
À l'été 2023, le général Álvaro López Miera, ministre du MINFAR, et le ministre du MININT, le général Lázaro Alberto Álvarez Casas, sont devenus les principales autorités de Cuba - avec la contribution du général semi-retraité Raul Castro. Le général López Vieira est un communiste pur et dur qui se consacre à la préservation de l'héritage révolutionnaire de Fidel Castro.

### Sanctions
Le 22 juillet 2021, López Miera a été ajouté à la liste des sanctions américaines de l'OFAC pour la violente répression des manifestations pro-démocratiques qui ont eu lieu à Cuba à partir du 11 juillet 2021. 
En juillet 2025, Miguel Díaz-Canel en même temps que Alvaro Lopez Miera et Lazaro Alberto Alvarez Casas, respectivement ministre de la défense et de l'intérieur sont directement visés par des sanctions décidées sous le second mandat Trump.